# Oberlandesgericht Celle

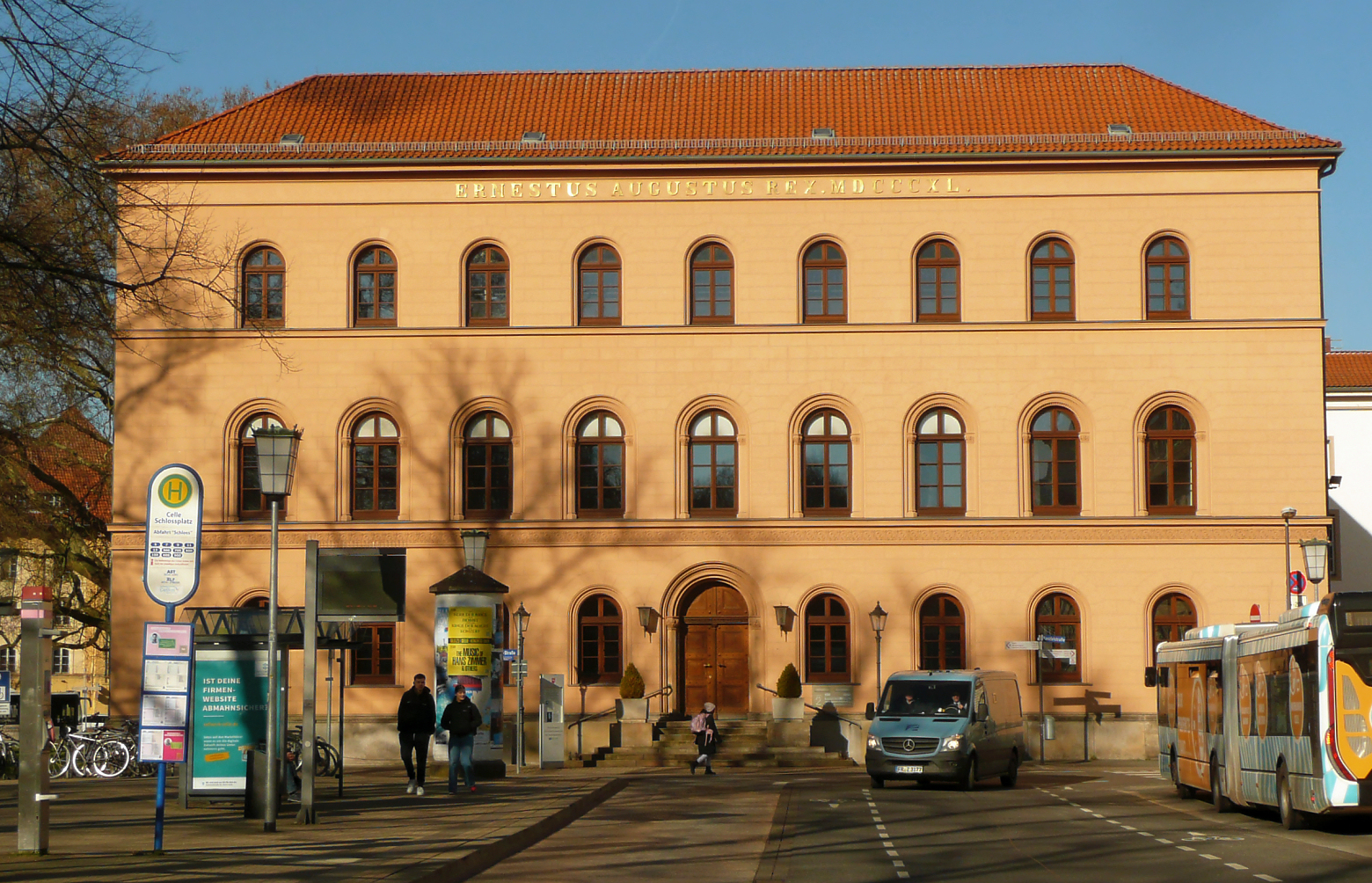
Westlicher Gebäudeteil des historischen Gerichtsgebäudes, Front Aufschrift: „Ernst August König 1840“

Das Oberlandesgericht Celle (kurz OLG Celle) ist neben dem Oberlandesgericht Braunschweig und dem Oberlandesgericht Oldenburg eines von drei Oberlandesgerichten des Bundeslandes Niedersachsen. Präsidentin ist seit 2018 Stefanie Otte.

## Gerichtssitz und -bezirk
Das Gericht hat seinen Sitz in Celle. Der Bezirk des Oberlandesgerichts Celle ist der größte der drei niedersächsischen Oberlandesgerichtsbezirke. In seinem Einzugsbereich leben rund 4,1 Millionen Einwohner. Zum OLG-Bezirk Celle gehören sechs Landgerichtsbezirke mit insgesamt 41 Amtsgerichtsbezirken. Die Landgerichte Bückeburg, Hannover, Hildesheim, Lüneburg, Stade und Verden werden ebenso wie das (hinsichtlich der Dienstaufsicht nicht dem Landgericht Hannover zugeordnete) Amtsgericht Hannover von einem Präsidenten geleitet, die weiteren vierzig Amtsgerichte von einem Direktor.
Bei den Gerichten im Oberlandesgerichtsbezirk Celle sind rund 4000 Mitarbeiter beschäftigt und etwa 800 Richter tätig. Im Bezirk des Oberlandesgerichts sind 5.692 Rechtsanwälte und Syndikusrechtsanwälte zugelassen (Stand: 1. Januar 2023).
Beim Oberlandesgericht Celle selbst sind rund neunzig Richter in den Zivil- und Strafsenaten tätig. Im Übrigen versehen 180 Mitarbeiter ihren Dienst beim Oberlandesgericht.

## Gerichtsgebäude

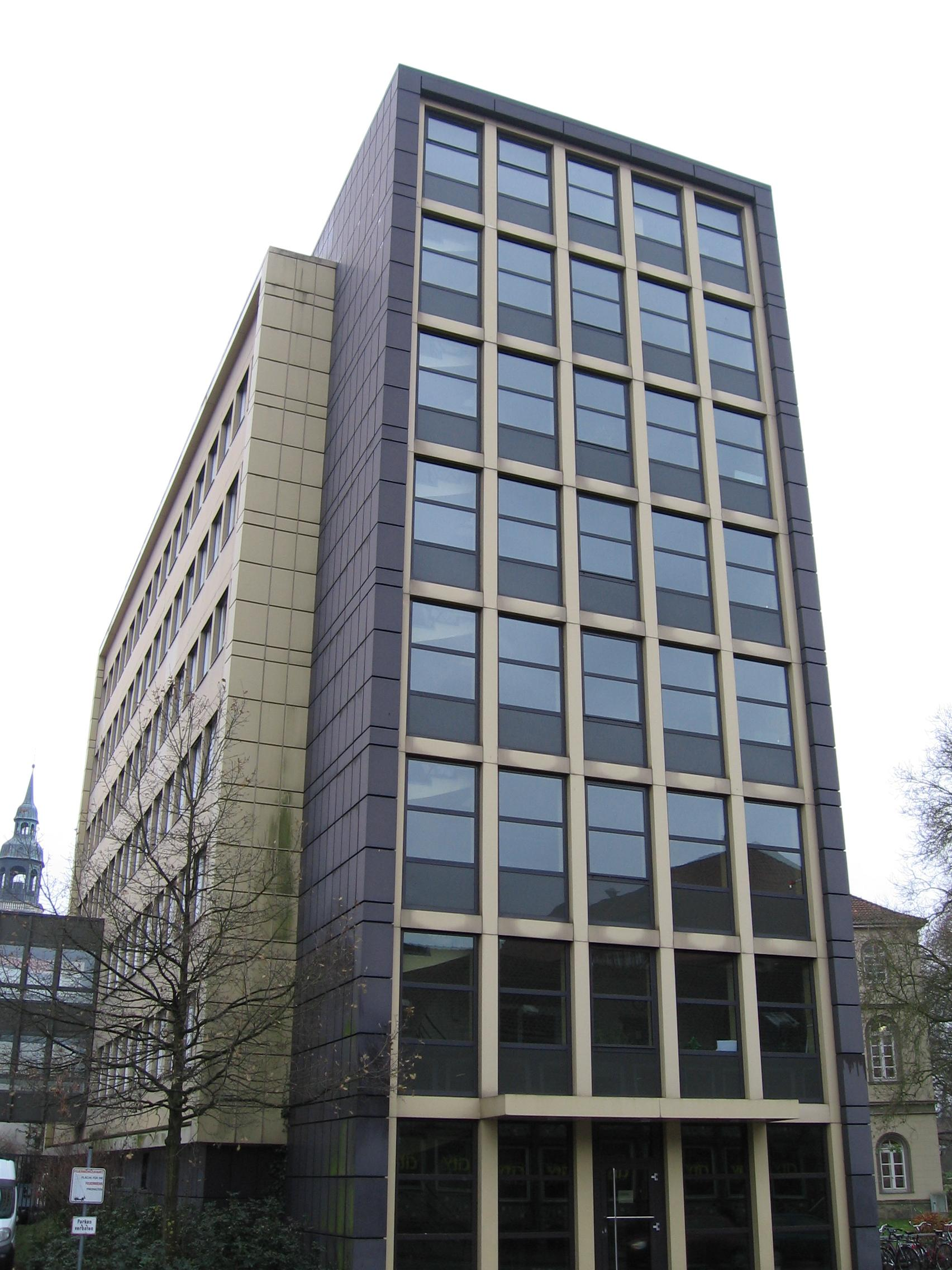
Das „Hochhaus“, erbaut 1960

Das Oberlandesgericht ist – ebenso wie die Generalstaatsanwaltschaft – in dem historischen, von 1840 bis 1843 im Stil der florentinischen Frührenaissance errichteten Gerichtsgebäude am Schloßplatz untergebracht. Dieses Gebäude erwies sich nach dem Zweiten Weltkrieg als zu klein. Deshalb wurde es im Jahr 1960 durch den als „Hochhaus“ bezeichneten Anbau erweitert. 1985 kam ein 2-stöckiger Erweiterungsbau hinzu, der die historischen Gebäude an der Kanzleistraße und das Hochhaus miteinander verbindet und zusätzliche Saalflächen, Büroflächen und Publikumsbereiche bietet.

## Geschichte
Die Geschichte des Oberlandesgerichts Celle geht auf das Jahr 1711 zurück. Nachdem das Haus der Welfen die Kurwürde erhalten hatte, unterstand dessen Herrschaftsgebiet des Kurfürstentums Braunschweig-Lüneburg nicht mehr der Jurisdiktion der Reichsgerichte, sondern es musste ein eigenes oberstes Gericht errichtet werden. Mit der Einrichtung wurden 1707 Paul von Püchler und der Direktor der Justizkanzlei in Celle, Weipart Ludwig von Fabrice, beauftragt; von Fabrice wurde 1708 zum ersten Präsidenten des neuen Gerichts ernannt. Dieses Oberappellationsgericht wurde 1711 errichtet und hatte seinen Sitz in Celle.
Im September 1810 wurde das Kurfürstentum Braunschweig-Lüneburg Teil des Königreichs Westphalen. Als Teil des Justizwesens im Königreich Westphalen wurde das Oberappellationsgericht in den Appellationshof Celle umgewandelt. Präsident war Friedrich Karl von Strombeck. Nach dem Zusammenbruch des Königreichs Westphalen wurde das Oberappellationsgericht wiederhergestellt.

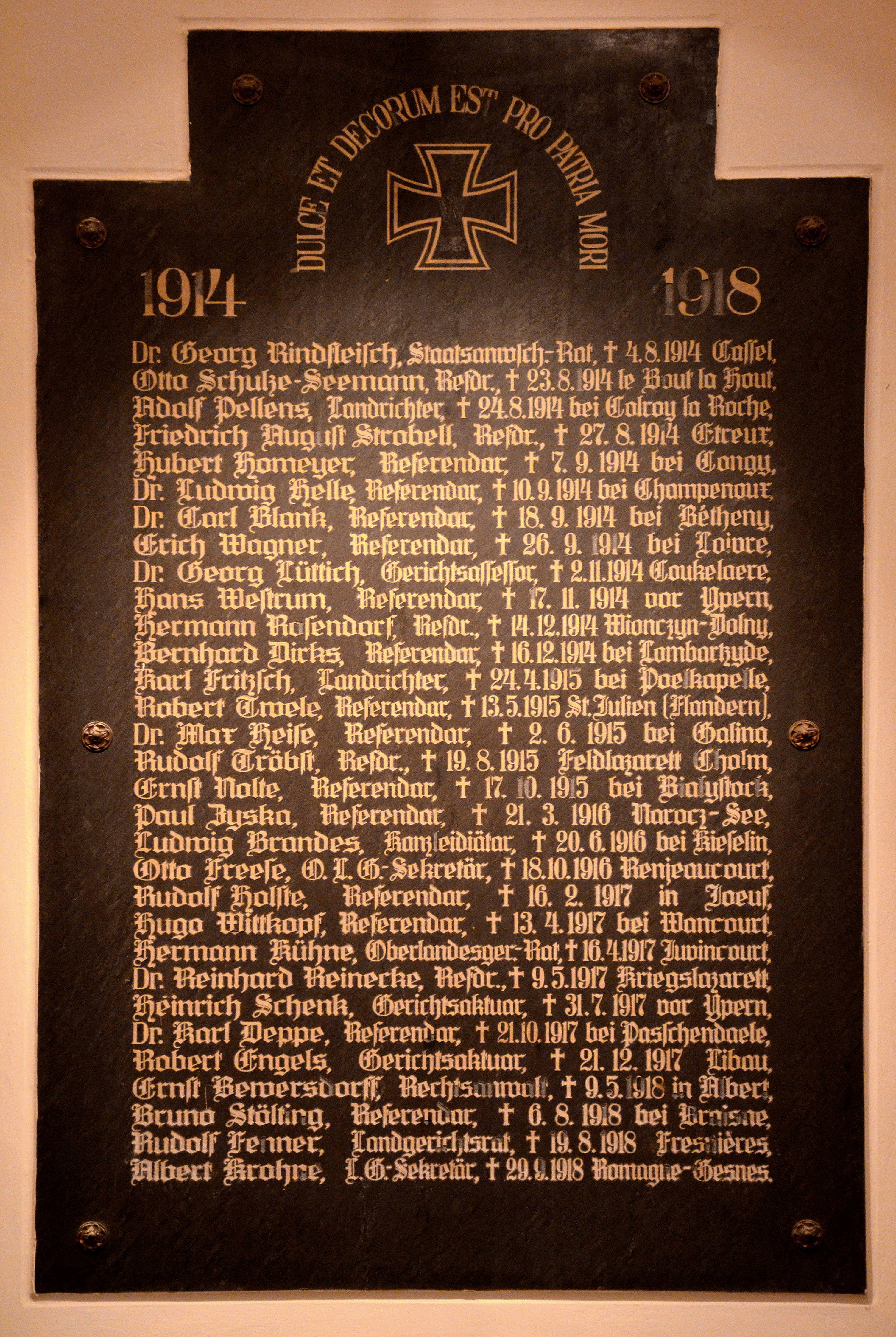
Gedenktafel im Haupttreppenhaus für die im Ersten Weltkrieg Gefallenen unter der Überschrift „Dulce et decorum est pro patria mori“

Nach der Niederlage des mit Österreich verbündeten Königreichs Hannover im Krieg von 1866 wurde das Gericht zunächst in ein Appellationsgericht Celle des preußischen Staates umgewandelt. Im Rahmen der Reichsjustizgesetze erhielt das Gericht 1879 den Rang eines Oberlandesgerichts. Diese Stellung behielt das Gericht auch während der Weimarer Republik und nach der nationalsozialistischen Machtergreifung 1933 bei.
Bereits seit 1857 war das Celler Gericht höchste Instanz der ordentlichen Gerichtsbarkeit für das Land Lippe, das über kein eigenes Oberlandesgericht bzw. Appellationsgericht verfügte. Durch einen lippisch-preußischen Staatsvertrag vom 4. Januar 1879 wurde diese Bindung erneuert und gleichzeitig das Gericht in Detmold zum Landgericht Detmold erhoben; das preußische Oberlandesgericht Celle fungierte bis 1944 als Oberlandesgericht für Lippe.
Bereits während des Zweiten Weltkrieges war der Gerichtsbezirk des Oberlandesgerichts Celle zu Gunsten der Oberlandesgerichtsbezirke Oldenburg und Hamm verkleinert worden. 1998 ging auch der Bezirk des Landgerichtes Göttingen in den Zuständigkeitsbereich des Oberlandesgerichts Braunschweig über; gleichwohl blieb Celle der größte der niedersächsischen Oberlandesgerichtsbezirke.

### NS-Zeit
Laut dem Präsidenten des Oberlandesgerichts Celle (OLG-Celle), Peter Götz von Olenhusen, hat das Gericht aktiv an der Verfolgung Andersdenkender in der Zeit des Nationalsozialismus (NS-Zeit) teilgenommen. Zum Beispiel, indem es jüdische Richter und Beamte aus dem Amt drängte, und rücksichtslos seine Urteile an das nationalsozialistische Gedankengut anpasste.

### Nachkriegszeit
Den Anstoß für die Aufarbeitung der NS-Diktatur in der Nachkriegszeit gab der damalige OLG-Präsident Harald Franzki aus Anlass des 275. Jubiläums des OLG 1986. Das OLG Celle war das erste Oberlandesgericht Deutschlands, das seine NS-Vergangenheit unter voller Namensnennung der Beteiligten offenlegte.
Ulrich Hamann, der heutige Vizepräsidenten des OLG publizierte zudem über die Personalpolitik in der Zeit des Nationalsozialismus und Rainer Schröder analysierte die OLG-Urteile aus der dieser Zeit.
Im November 2022 erregte ein Familienrichter am OLG-Celle mit rechtsextremer Vergangenheit die Aufmerksamkeit der Öffentlichkeit.
Im Oktober 2011 wurde das 300-jährige Bestehen des Gerichts mit einem Festakt mit dem niedersächsischen Justizminister Bernd Busemann gefeiert.
Als erste Frau hatte Helga Oltrogge von 1989 bis 2006 das Präsidentenamt am OLG Celle und damit an einem bundesdeutschen Oberlandesgericht inne.

## Präsidenten des Oberlandesgerichts
- 1879–1887: Hermann Kühne
- 1887–1892: Moritz Bardeleben
- 1892–1894: Karl Schönstedt
- 1894–1905: Adam Krah
- 1905–1909: Wilhelm Heinroth
- 1909–1921: Jakob Wolff
- 1921–1923: Karl Rasch
- 1923–1931: Otto Meyer
- 1931–1945: Adolf von Garßen
- 1945–1955: Hodo von Hodenberg
- 1955–1960: Bruno Heusinger
- 1960–1966: Ekhard Koch
- 1966–1974: Wilhelm Kregel
- 1974–1976: Gerhard Mützelburg
- 1976–1989: Hans-Harald Franzki
- 1989–2006: Helga Oltrogge, erste Präsidentin eines Oberlandesgerichts
- 2006–2017: Peter Götz von Olenhusen
- seit 2018: Stefanie Otte

## Bekannte Fälle
- Bückeburger Prozess
- Prozess gegen den mutmaßlichen Deutschland-Chef der Terrororganisation „Islamischer Staat“ „Abu Walaa“ und vier Mitangeklagte vor dem 4. Strafsenat (Staatsschutzsenat).[15]

## Über- und nachgeordnete Gerichte
Das dem Oberlandesgericht Celle übergeordnete Gericht ist der Bundesgerichtshof. Nachgeordnet sind dem Gericht unmittelbar die Landgerichte in Bückeburg, Hannover, Hildesheim, Lüneburg, Stade und Verden sowie die diesen Gerichten nachgeordneten Amtsgerichte.

## Generalstaatsanwaltschaft
Am OLG Celle ist ebenfalls die Generalstaatsanwaltschaft Celle angesiedelt. Erster Generalstaatsanwalt von Niedersachsen war der von 1936 bis 1945 tätige Senatspräsident Dagobert Moericke.
Nach der Ernennung von Harald Range zum Generalbundesanwalt wurde sie seit November 2011 von Jörg Fröhlich kommissarisch geleitet. Ihm folgte Frank Lüttig als Generalstaatsanwalt, der 2024 in den Ruhestand trat. Seine Nachfolgerin wurde Katrin Ballnuss, die zuvor Leitende Oberstaatsanwältin in Hannover war.